# 木場良平
木場 良平（こば りょうへい、1962年12月13日 - ）は、鹿児島県鹿児島市出身の元射撃選手。自衛隊の定年退職前までは自衛隊体育学校射撃班総監督。定年時の階級は3等陸佐

## 人物
- 鹿児島市原良町出身[1]。鹿児島実業高等学校卒業[1][2]。
- 1992年、バルセロナオリンピック射撃男子50mフリーライフル3姿勢120発競技・銅メダリスト。同種目の日本記録保持者である。